# Последствия (фильм, 2017)
«Последствия» (англ. Aftermath) — американский драматический триллер режиссёра Эллиотта Лестера по сценарию Хавьера Гульона, написанному на основе истории о столкновении двух самолётов над Боденским озером и последующем убийстве швейцарского авиадиспетчера Петера Нильсена гражданином России архитектором Виталием Калоевым, потерявшем в катастрофе жену и двоих детей. Премьера фильма состоялась 7 апреля 2017 года.
Первое название фильма было «478».

## Сюжет
Строитель Роман Мельник уходит пораньше с работы, чтобы встретить в аэропорту своих жену и беременную дочь, летящих из Нью-Йорка рейсом AX 112. Прибыв в аэропорт Роман с ужасом узнаёт, что рейс AX 112 с его семьёй на борту разбился. С этого момента жизнь Романа меняется.
Авиадиспетчер Джейкоб «Джейк» Бонанос остался один на дежурстве, когда его коллега ушёл на перерыв. Телефонные линии были отключены из-за профилактических работ, что отвлекло Джейка, и он упустил, что контролируемые им рейсы AX 112 и DH 616 оказались на одной высоте и в итоге столкнулись в воздухе. Хотя следствие не считает Джейкоба виновным в гибели людей, он винит себя, что сильно влияет на его психологическое состояние и отдаляет от жены Кристины и маленького сына Сэмюэла.
Сообщается, что все пассажиры погибли в результате инцидента. Роман отправляется на место крушения рейса AX 112 и под видом добровольца, не имеющего отношения к погибшим, находит сначала ожерелье дочери, а затем и тела родных. К дому Романа приходит журналистка Тесса Горбетт, выражающая заинтересованность в написании книги об этой катастрофе. Роман прячется за шторой и не открывает дверь, поэтому она оставляет некоторые свои статьи о крушении, чтобы показать свою верность точности и объективности, через щель для почты в двери.
Из-за серьёзности произошедшего адвокат советует Бонаносу переехать в другой штат и изменить имя ради безопасности себя и своей семьи. Роман встречается с юристами авиакомпании Джоном и Джеймсом Галликами, которые безуспешно пытаются убедить его подписать соглашение, где говорится, что компания оплатит его расходы на медицинское и психиатрическое обслуживание, а также выплатит 160000 долларов в качестве компенсации за потерю его жены и дочери. Роман отказывается его подписывать, так как ни компания, ни юристы не приносят извинений за гибель его семьи.
Год спустя Роман и другие родственники жертв авиакатастрофы посещают открытие недавно построенного мемориала на месте крушения. Джейк, переехав в другой штат, теперь работает в туристическом агентстве под именем Пэт Дилберт и живёт один. Роман также переехал в другой город и работает плотником. Роман встречает Тессу и просит ее в качестве одолжения найти Джейка. Журналистка раскрывает новое имя и род занятий Джейкоба, но отказывается назвать его адрес. Позже Роман находит здание, где работает Джейк, и выслеживает его квартиру. В день, когда Кристина и Сэмюэл приехали к Джейку на выходные, Роман приходит в его дом и когда тот открывает дверь, показывает фотографию своей семьи, требуя извинений. Джейк говорит, что это был несчастный случай, не извиняется и выбивает фотографию у него из руки, из-за чего Роман приходит в ярость и наносит удары ножом в туловище и шею.
Роман осуждён за убийство и отбывает десятилетний тюремный срок, а затем досрочно выходит на свободу, учитывая смягчающие обстоятельства, послужившие мотивом его преступления. Он посещает могилу своей семьи, где встречает незнакомца, который оказывается повзрослевшим сыном Джейкоба, который выследил Романа, планируя убить его и отомстить за убийство своего отца. Однако Роман извиняется за содеянное, и Сэмюэл, охваченный эмоциями, понимает, что не может довести казнь до конца, потому что это противоречит тому, как его воспитали. Роман уходит живым, но теперь он должен провести остаток своей жизни, разбираясь с последствиями своего преступления.

## В ролях
- Арнольд Шварценеггер — Роман Мельник (прототип — Виталий Калоев) [4]
- Мэгги Грейс — Кристина[5]
- Мариана Клавено — Ева Сандерс, представительница авиакомпании
- Скут Макнейри — Джейкоб Бонанос, авиадиспетчер (прототип — Петер Нильсен)
- Кевин Зегерс — Джон Галлик
- Ларри Салливан — Джеймс Галлик

## Производство
23 июня 2015 года было объявлено, что Арнольд Шварценеггер будет играть главную роль в драме 478 по сценарию Хавьера Гульона, фильм будет снят на средства продюсерской компании Даррена Аронофски «Protozoa Pictures».
4 ноября 2015 года к финансированию проекта присоединилась компания «Emmett/Furla/Oasis Films (EFOF)», а режиссёром был объявлен Эллиотт Лестер. Компания Lionsgate Premiere займётся прокатом картины на внутреннем рынке.
В ноябре 2015 года «Highland Film Group» продала права на фильм международным дистрибьюторам на американском кинорынке.
24 декабря 2015 года на роль представительницы авиакомпании Евы Сандерс, сообщившей Роману (его играет Шварценеггер) трагическую весть, была утверждена Мариана Клавено.

### Съёмки
Съёмочный процесс начался 14 декабря 2015 года в Колумбусе (Огайо), хотя ранее старт был запланирован на 6 декабря.

## Отзывы
Ещё до премьеры Виталий Калоев, на основе истории которого был снят фильм, заявил, что его не волнует, как именно будет играть его прототип Арнольд Шварценеггер, его больше всего волновало, смогут ли авторы фильма передать причины, толкнувшие его на убийство.
После премьеры он раскритиковал фильм из-за ряда искажений. По словам Калоева, он, в отличие от героя фильма, не старался вызвать ни у кого жалость, а хотел лишь добиться справедливости. Кроме того, реальный авиадиспетчер Нильсен в отличие от авиадиспетчера, показанного в фильме, по словам Калоева, не проявлял никаких признаков раскаяния, а, напротив, вёл себя с высокомерием и презрением.